# دانييلا مونيه
دانييلا مونيه زوفيك (بالإنجليزية: Daniella Monet) ولدت في 1 مارس 1989 هي ممثلة ومغنية أميركية اشتهرت بلعب أدوار وبطولات تلفزيونية مختلفة مثل ترينا فيغا في المسرحية الهزلية المنتصر على نيكلوديون.

## الحياة المبكر والحياة المهنية
ولد مونيه في غرب هيلز، كاليفورنيا. وقد غنت على الشاشة الصغيرة في العديد من الإعلانات التلفزيونية ابتداء من سن السابعة. في عام 1997، كان لديها ظهور ضيف في حلقة من الأزرق الهادئ. في عام 2003، حصلت على أدوار متكررة سلسلة الأحلام الأميركية للتلفزيون و8 قواعد بسيطة. كان يلقي في نهاية المطاف كما أنها كلينمان ميغان على المسرحية الهزلية سي بي اس لم يدم طويلا حتى استمع!، حيث لعب دور البطولة إلى جانب جايسون الكسندر. إنها أيضا على استضافة البطولة 101 زوي كما ريبيكا صديقته تشيس. في عام 2007، ظهرت في فيلم نانسي درو والأسرة الفيلم الكوميدي وإذ 5. ظهرت أيضا في فيلم رعب 2006 سيمون يقول مع كريسبين جلوفر.
اعتبارا من عام 2010، ومونيه النجوم في المسرحية الهزلية نيكلوديون المنتصر كما ترينا فيغا.
أعلن في يوليو 2011 أن مونيه سينضم المدلى بها من الفيلم نيكلوديون جديدة تقوم على سلسلة من وOddParents إلى حد ما، والفيلم الغريب إلى حد ما : يكبرون، تيمي تيرنر! وهي تلعب دور الحب مصلحة الشخصية الرئيسية، وTootie، مقابل دريك بيل.

## روابط خارجية
- دانييلا مونيه على موقع IMDb (الإنجليزية)
- دانييلا مونيه على موقع روتن توميتوز (الإنجليزية)
- دانييلا مونيه على موقع ألو سيني (الفرنسية)
- دانييلا مونيه على موقع ميوزك برينز (الإنجليزية)
- دانييلا مونيه على موقع تيرنر كلاسيك موفيز (الإنجليزية)
- دانييلا مونيه على موقع أول موفي (الإنجليزية)
- دانييلا مونيه على موقع قاعدة بيانات الأفلام السويدية (السويدية)
- دانييلا مونيه على موقع إن إن دي بي (الإنجليزية)
- دانييلا مونيه على موقع أول ميوزيك (الإنجليزية)
- دانييلا مونيه على موقع ديسكوغز (الإنجليزية)